# Dejan Radonjić
Dejan Radonjić (Tettnang, 23 juli 1990) is een Kroatisch voetballer, die in Duitsland geboren is. Hij is een aanvaller en speelt voor NK Lokomotiva Zagreb, op huurbasis van GNK Dinamo Zagreb. 

## Carrière

### Jeugd
Radonjić begon zijn carrière in Duitsland bij SSV Ulm 1846. Hij speelde een jaar voor de U19 van Bayern München alvorens naar enkele kleinere Duitse clubs te gaan. 

### NK Istra 1961
In het seizoen 2013/14 verliet hij amateurclub Zrinski Ozalj en tekende voor NK Istra 1961. Radonjić scoorde 9 keer in 30 wedstrijden.

### GNK Dinamo Zagreb
Door zijn goede prestaties bij NK Istra kwam hij in het seizoen 2014/15 terecht bij GNK Dinamo Zagreb. Radonjić werd echter na twee wedstrijden voor Zagreb dat seizoen opnieuw uitgeleend aan NK Istra 1961. In 23 wedstrijden kon hij 16 keer scoren, wat de interesse opriep van buitenlandse clubs zoals KRC Genk.

### Maccabi Tel Aviv FC
Op 26 augustus 2015, een dag na de kwalificatie voor de groepsfase van de UEFA Champions League, maakte Maccabi Tel Aviv FC bekend Radonjić te hebben gehuurd voor een seizoen. Voor Maccabi speelde Radonjić slechts drie wedstrijden.

### Hapoel Ra'annana
Dinamo Zagreb verhuurde hem begin 2016 aan Hapoel Ra'annana. Voor deze club speelde Radonjić 12 wedstrijden en scoorde 3 keer.

### NK Lokomotiva Zagreb
Voor het seizoen 2016/17 verhuurde Dinamo Zagreb Radonjić aan stadsgenoot NK Lokomotiva Zagreb.

## Statistieken
| Seizoen | Club                          | Land    | Competitie  | Wedstrijden | Doelpunten |
| ------- | ----------------------------- | ------- | ----------- | ----------- | ---------- |
| 2013/14 | NK Istra 1961                 | Kroatië | Prva HNL    | 30          | 9          |
| 2014/15 | Dinamo Zagreb                 | Kroatië | Prva HNL    | 2           | 0          |
| 2014/15 | → NK Istra 1961 (huur)        | Kroatië | Prva HNL    | 23          | 16         |
| 2015/16 | → Maccabi Tel Aviv FC (huur)  | Israël  | Ligat Ha'Al | 3           | 0          |
| 2016    | → Hapoel Ra'annana (huur)     | Israël  | Ligat Ha'Al | 12          | 3          |
| 2016    | → NK Lokomotiva Zagreb (huur) | Kroatië | Prva HNL    | 1           | 1          |
|         |                               |         | Totaal      | 71          | 29         |